# 東北高等学校
東北高等学校（とうほくこうとうがっこう）は、宮城県仙台市にある私立高等学校。通称は「東北」（とうほく）。または男子高時代の名称であり、法人の名称である学校法人南光学園東北高等学校から取って「南光（なんこう）」とも呼ばれる。 
宮城県仙台市青葉区小松島四丁目（小松島キャンパス）と同市泉区館七丁目（泉キャンパス）にキャンパスがあり「創進」「文理」「文教」「栄泉」「スポーツ」「総合」の6コース編成となっている。明治27年に仙台数学院として創設された。部活動は47部を数え、多くの生徒が活動しており全国大会での優勝も数多くある。2017年に小松島キャンパスに情報室やメディアセンター、ホールなどの施設を持つ中央校舎が完成している。

## 概要
校舎は、青葉区小松島四丁目の小松島キャンパスと、泉区館七丁目の泉キャンパスの2つがあり、コースによっていずれかに所属することになる。
硬式野球部は甲子園出場常連校であり、2003年夏（第85回）では、エースのダルビッシュ有を擁し、準優勝を果たした。また、明治神宮野球大会高校の部では1977年の初優勝以来歴代優勝最多の4回を誇る。同じく宮城県にある仙台育英学園高等学校とは、甲子園出場をかけて戦うライバルであり、宮城県から常時単独で夏の甲子園に代表校を出すようになった1976年（第58回）以降、両校は決勝戦で13回対戦しており、決勝での戦績は東北高校の6勝7敗1分けである。（2022年現在。2006年〈第88回〉）の延長15回引き分けを含む）
2003年 - 2007年の5年連続と2009年に、女子ゴルフ部が、全国高等学校ゴルフ選手権大会で優勝した。
また、フィギュアスケートでは長野五輪日本代表のうちシングル全3名とペア1名を当時の在校生から送り出している。荒川静香が2006年トリノオリンピックで女子シングル種目で日本人選手初となる金メダルを獲得している。その8年後の2014年ソチオリンピックで 羽生結弦 は男子シングル種目で日本人選手初となる金メダルを獲得。2018年平昌オリンピックでも同種目で金メダリストとなり、オリンピック2連覇を達成している。野球、ゴルフ、スケートのほか、アイスホッケー、水泳、バレーボール、サッカー、ソフトテニス、自転車競技、駅伝などの強豪でもあり、卒業生も多数活躍している。

## 沿革

### 年表
- 1894年（明治27年）、上野清により仙台市東三番丁75番地に私塾「東京数学院宮城分院」として創立[3]。同年、「仙台数学院」に改称。男子校。
- 1898年（明治31年）、仙台市北一番丁139番地（現・仙台市青葉区上杉、北緯38度16分16.1秒 東経140度52分47.3秒）に校舎を新築して移転。
- 1900年（明治33年）、「東北中学校」として認可。
- 1929年（昭和4年）、仙台市原町小田原字南光沢57番地（現・仙台市青葉区小松島、現・小松島キャンパス）に校舎を新築して移転。
- 1930年（昭和5年）、東北商業学校を設立。
- 1939年（昭和14年）、財団法人東北薬学専門学校（現・東北医科薬科大学）を設立。
- 1943年（昭和18年）、東北商業学校を東北農業学校に転換。
- 1947年（昭和22年）、東北農業学校を東北商業学校に転換。
- 1948年（昭和23年）、学制改革により、東北中学校・東北高等学校・東北商業高等学校に改組・改称。
- 1960年（昭和35年）、東北高等学校および東北商業高等学校を統合して「東北高等学校」とし、普通科と商業科設置。
- 1964年（昭和39年）、野外スケートリンク「小松島スケートセンター」を開設し、一般にも開放[4]。
- 1987年（昭和62年）、泉市実沢（現・仙台市泉区館）に第二校地を取得。
- 1989年（平成元年）、第二校地に"Athle Field 21"（アスレ・フィールド・トゥエンティ・ワン）と命名した体育施設を整備。第二校地に「仙台アメリカンスクール」を開校。
- 1993年（平成5年）、普通科と商業科にコース制を導入。
- 1994年（平成6年）、第二校地に校舎を新築し、泉キャンパスとして運用開始。
- 1995年（平成7年）、部分的に男女共学化開始。2002年（平成14年）全日本高校選手権大会にて優勝。2003年（平成15年）、全国高校野球選手権大会にて準優勝。
- 2004年（平成16年）、全校男女共学化。
- 2009年（平成21年）、商業科を廃止し、普通科のコースとして統合。
- 2011年（平成23年）、日本大学の提携校となる。
- 2016年（平成28年）、夏の甲子園に7年ぶり22回目の出場。
- 2017年（平成29年）、小松島校地に中央校舎完成。
- 2020年　(令和3年)   、泉キャンパスの文教コースを廃止し、栄泉コース導入。

### 小松島スケートセンター
1929年（昭和4年）に小松島に移転した当校は、総合型教育の方針、および仙台がフィギュアスケートの日本発祥地（参照）であることに鑑みて、新しい冬季スポーツであるアイススケートを奨励した。また、当校が氷の管理をした与兵衛沼（北緯38度16分53.7秒 東経140度54分7.7秒 / 北緯38.281583度 東経140.902139度）は、当校がアイスホッケーの練習場所として使用したほか、大勢の観衆が集まる各種大会の開催地ともなった。
1964年（昭和39年）10月、当校は野外スケートリンク「小松島スケートセンター」（北緯38度17分11.4秒 東経140度53分14.6秒 / 北緯38.286500度 東経140.887389度）を開設した。当センターは10月から3月まで開場され、午前は当校が使用、午後は一般に開放、夜間はアイスホッケー部が使用した。しかし、1974年（昭和49年）3月に閉鎖された。
当センターが開設された理由は不明だが、高度経済成長期には仙台の冬季の気温も上がって、湖沼や河川が結氷しづらくなり、昭和40年代には市内の多くの湖沼や河川でのアイススケートが廃れたことが知られている。当センターの閉鎖理由も不明だが、市内で湖沼や河川でのアイススケートが廃れ始めると、人工製氷の屋内リンクが次々開場し、アイススケートの環境が大きく変化していた（参照）。

## 設置コース
- 創進コース（小松島）
- 文理コース（小松島）
- 文教コース（小松島）
- 栄泉コース　(泉)
- 総合コース（泉）(令和7年度入試より募集停止)
- スポーツコース（泉）

## 交通
小松島キャンパス
- 仙台駅前28番バス乗り場より市営バスに乗車→東北高校前徒歩1分
- 旭ヶ丘駅から仙台行きの市営バス
- 東照宮駅徒歩15分(1.2Km)
- 台原駅徒歩20分(1.8Km)

泉キャンパス
- 仙台駅前西口バスプール19番バス乗り場・北仙台駅前から仙台市営バスで「泉ビレジ1丁目」徒歩1分
- 黒松駅徒歩20分

両校共通
- 有料のスクールバスがある。他校と違って運賃がかかるほか年間定期や前期後期の定期券もある。

## 部活動
小松島キャンパス
- アイスホッケー
- ライフル射撃
- サッカー部
- バスケットボール
- バドミントン
- ハンドボール
- ヨット
- 剣道
- 自転車競技
- 山岳
- 柔道
- 少林寺拳法
- 水泳
- チアリーダー
- 卓球
- 軟式野球
- 演劇
- パソコン
- 映画
- 陶芸
- 将棋
- 文芸
- 写真
- 漫画
- 科学技術部
- 軽音部
- eスポーツ

泉キャンパス
- ゴルフ
- サッカー
- バレーボール
- フィギュアスケート
- ソフトテニス
- 硬式野球
- ソフトボール
- 弓道
- テニス
- スピードスケート
- 柔道
- 陸上競技
- 合気道
- 茶道
- 音楽
- 科学技術
- 英語

## 著名な卒業生

### 野球
- 若生忠男
- 若生智男
- 若生照元
- 小川康雄
- 佐藤好夫
- 黒川豊久
- 鈴木征夫
- 波山次郎
- 伊藤勲
- 及川宣士
- 日下正勝
- 千葉剛
- 樋沢良信
- 佐藤政夫
- 立野清広
- 鈴木孝行
- 及川美喜男
- 中条善伸
- 安部理
- 佐藤洋
- 金子誠一
- 中根仁
- 葛西稔
- 佐々木主浩
- 白鳥浩徳
- 加藤将斗
- 羽根川竜
- 加藤暁彦
- 後藤伸也
- 渡辺雅弘
- 佐々木順一朗
- 佐藤弘祐
- 嶋重宣
- 斎藤隆
- 加藤政義
- 髙井俊
- 雄平
- ダルビッシュ有
- 杉澤龍
- 西田陸浮
- 真壁賢守
- 若生正広

### ソフトテニス
- 船水颯人

### サッカー
- 今野泰幸
- 高橋勇利也
- 平間智和
- 渡辺由一
- 嶺岸佳介
- 佐藤にいな

### スケート
- 種田久美子
- 荒井万里絵
- 田村岳斗
- 本田武史
- 荒川静香
- 羽生結弦
- 千葉百音

### ゴルフ
- 宮里藍
- 有村智恵
- 原江里菜
- 大江香織
- 菊地絵理香
- 木戸愛
- 佐藤のぞみ
- 山路晶
- 和田正義
- 藤本佳則
- 高島早百合
- 工藤遥加

### バレーボール
- 大村悟
- 鈴木健太
- 富松崇彰
- 三上圭治郎
- 佐藤和哉
- 小野寺太志
- 山崎彰都
- 佐藤駿一郎
- 後藤幸樹
- 佐藤大佑
- 藤井壮浩
- 松林憲太郎
- 佐藤隆哉

### 自転車競技
- 河内剛
- 荒川秀之助
- 小山靖
- 阿部力也
- 菅原ななこ
- 沢田桂太郎

### 柔道
- 神永昭夫
- 阿部香菜

### バスケットボール
- 佐藤真哉
- 荒谷裕秀
- 前田怜緒

### 相撲
- 五城楼勝洋

### アイスホッケー
- 福藤豊

### 水泳
- 森田智己

### スケートボード
- 赤間凛音（在学中）

### 芸能
- 本間秋彦（ラジオパーソナリティ）
- 中川晃教（シンガーソングライター）
- 宮田慧（歌手）
- 中村守（アナウンサー）
- 伊東洋平（元イケメン'ズ）
- FLAVIO（ファッションモデル）
- 山谷花純（女優）

### その他
- 五十嵐征彦(現校長）
- 五十嵐一彌（前校長）
- 早坂敦（政治家）
- 萱場軍蔵（官僚）
- 荒川真嗣（アニメーター）
- 内崎まさとし（漫画家）
- 鈴木東民（ジャーナリスト）
- 塩沼亮潤（宗教家）
- 松本彦七郎（生物学者）
- 南条徳男（元大臣）
- 石田重廣（夢グループ代表取締役社長、中退）
- 遠藤光博（レーサー）
- 横田綾二（岩手県議）

## 出来事
- 1974年9月10日、京都市で修学旅行中の生徒が平安高校の生徒と市中で乱闘騒ぎを起こしたほか、翌11日には40-50人の生徒が平安高校校舎へ押しかけて玄関先などで投石し、生徒約20人が補導された[6]。その後も、平安高校とは高校野球で対戦するなど接触を持つ機会もある。